# Офис связи НАТО на Украине
Офис связи НАТО на Украине. Основан в апреле 1999; размещается в одном здании вместе с Генеральным штабом Вооружённых Сил Украины.
Общая задача: содействие сотрудничеству в рамках «Комиссии Украина-НАТО». Углубление и расширение.
Руководители:
1. Ле Миррик (1999—2004)[1]
2. Джеймс Грин (2004—2009)[2]
3. Марчин Кожиел (2009—2015)[3]
4. Александер Винников (2015-)[4] .